# Parafia św. Jana Chrzciciela w Brzoziu Lubawskim
Parafia Świętego Jana Chrzciciela w Brzoziu Lubawskim – parafia rzymskokatolicka, znajdująca się w diecezji toruńskiej, w dekanacie Kurzętnik.
Na obszarze parafii leżą miejscowości: Brzozie Lubawskie, Bratuszewo, Nielbark. 